# Myennes
Myennes est une commune française située dans le département de la Nièvre, en région Bourgogne-Franche-Comté.

## Géographie
La commune est située au bord de la Loire, à son confluent avec le ruisseau Saint-Loup.

### Climat
Pour des articles plus généraux, voir Climat de la Bourgogne-Franche-Comté et Climat de la Nièvre.
En 2010, le climat de la commune est de type climat océanique dégradé des plaines du Centre et du Nord, selon une étude du Centre national de la recherche scientifique s'appuyant sur une série de données couvrant la période 1971-2000. En 2020, Météo-France publie une typologie des climats de la France métropolitaine dans laquelle la commune est exposée à un climat océanique altéré et est dans la région climatique  Centre et contreforts nord du Massif Central, caractérisée par un air sec en été et un bon ensoleillement. 
Pour la période 1971-2000, la température annuelle moyenne est de 10,9 °C, avec une amplitude thermique annuelle de 15,6 °C. Le cumul annuel moyen de précipitations est de 744 mm, avec 11,4 jours de précipitations en janvier et 7,4 jours en juillet. Pour la période 1991-2020, la température moyenne annuelle observée sur la station météorologique de Météo-France la plus proche, « Léré », sur la commune de Léré à 5 km à vol d'oiseau, est de 11,6 °C et le cumul annuel moyen de précipitations est de 710,5 mm. 
La température maximale relevée sur cette station est de 41,9 °C, atteinte le 25 juillet 2019 ; la température minimale est de −13,3 °C, atteinte le 9 février 2012,,. 
Les paramètres climatiques de la commune ont été estimés pour le milieu du siècle (2041-2070) selon différents scénarios d'émission de gaz à effet de serre à partir des nouvelles projections climatiques de référence DRIAS-2020. Ils sont consultables sur un site dédié publié par Météo-France en novembre 2022.

## Urbanisme

### Typologie
Au 1er janvier 2024, Myennes est catégorisée commune rurale à habitat dispersé, selon la nouvelle grille communale de densité à sept niveaux définie par l'Insee en 2022.
Elle est située hors unité urbaine. Par ailleurs la commune fait partie de l'aire d'attraction de Cosne-Cours-sur-Loire, dont elle est une commune de la couronne,. Cette aire, qui regroupe 30 communes, est catégorisée dans les aires de moins de 50 000 habitants,.

### Occupation des sols
L'occupation des sols de la commune, telle qu'elle ressort de la base de données européenne d’occupation biophysique des sols Corine Land Cover (CLC), est marquée par l'importance des territoires agricoles (62,8 % en 2018), en diminution par rapport à 1990 (68,1 %). La répartition détaillée en 2018 est la suivante : prairies (34,8 %), terres arables (22,6 %), forêts (20,3 %), zones urbanisées (10,6 %), zones agricoles hétérogènes (5,3 %), eaux continentales (3,5 %), zones industrielles ou commerciales et réseaux de communication (2,8 %). L'évolution de l’occupation des sols de la commune et de ses infrastructures peut être observée sur les différentes représentations cartographiques du territoire : la carte de Cassini (XVIIIe siècle), la carte d'état-major (1820-1866) et les cartes ou photos aériennes de l'IGN pour la période actuelle (1950 à aujourd'hui).

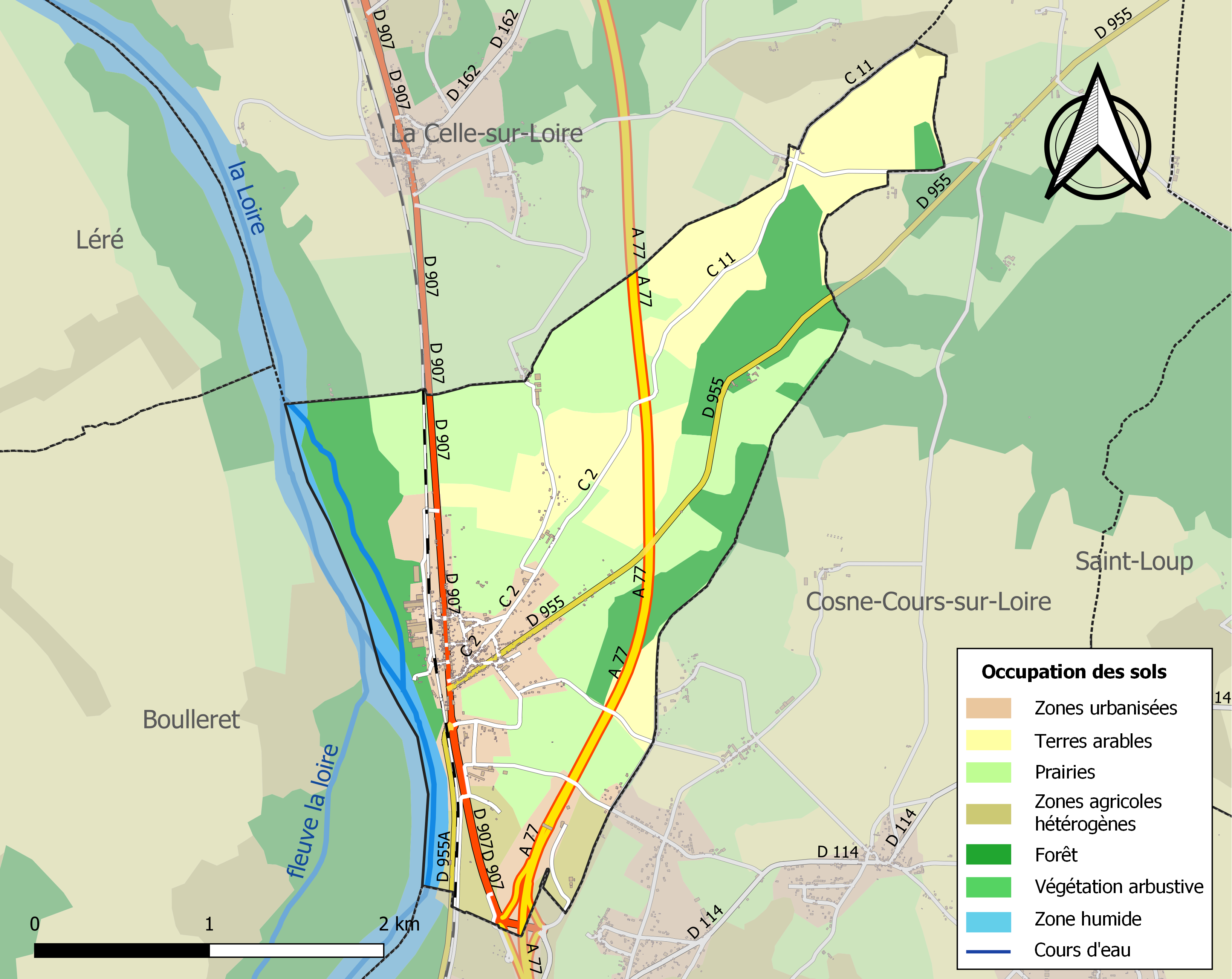
Carte des infrastructures et de l'occupation des sols de la commune en 2018 (CLC).

## Toponymie
On relève les formes suivantes du nom de la commune : Mena en 1308, Miene en 1332, Myennes en 1335, Mienæ en 1518 et Mienne-le-Chatel en 1689.

## Histoire
La première mention du nom de la commune remonte à 1308. Cependant l'abbaye cistercienne des Roches y fut fondée en 1134.
Myennes appartint successivement à la famille du Deffens, au début du XVe siècle, à Charles de Bourgogne, comte de Nevers, en 1450, à Henriette de Clèves, duchesse de Nevers, à la fin du XVIe siècle puis, enfin, à la famille de Vieilbourg.
En 1661, Myennes fut érigée en marquisat en faveur de René de Vieilbourg, seigneur du lieu.

### Armorial
| Blason à dessiner | Blason  | D'azur à la barque contournée de gueules, la voile d'argent ferlée en bande, transportant quatre jarres de tenné et voguant sur une mer burelée ondée d'argent et de sable. |
| Blason à dessiner | Détails | Le statut officiel du blason reste à déterminer. |

Famille de Vieilbourg, marquis de Myennes[16].

## Politique et administration
| Période                                  | Période  | Identité                 | Étiquette | Qualité |
| ---------------------------------------- | -------- | ------------------------ | --------- | ------- |
| 1912                                     | 1940     | Jean Guillot (1877-1940) | SFIO      |         |
| mars 2001                                | En cours | Françoise Pillard        |           |         |
| Les données manquantes sont à compléter. |          |                          |           |         |

## Démographie
L'évolution du nombre d'habitants est connue à travers les recensements de la population effectués dans la commune depuis 1793. Pour les communes de moins de 10 000 habitants, une enquête de recensement portant sur toute la population est réalisée tous les cinq ans, les populations de référence des années intermédiaires étant quant à elles estimées par interpolation ou extrapolation. Pour la commune, le premier recensement exhaustif entrant dans le cadre du nouveau dispositif a été réalisé en 2006.

En 2022, la commune comptait 536 habitants, en évolution de +0,56 % par rapport à 2016 (Nièvre : −3,28 %, France hors Mayotte : +2,11 %).
| 1793 | 1800 | 1806 | 1821 | 1831 | 1836 | 1841 | 1846 | 1851 |
| ---- | ---- | ---- | ---- | ---- | ---- | ---- | ---- | ---- |
| 302  | 205  | 291  | 378  | 458  | 480  | 602  | 675  | 679  |

| 1856 | 1861 | 1866 | 1872 | 1876 | 1881 | 1886 | 1891 | 1896 |
| ---- | ---- | ---- | ---- | ---- | ---- | ---- | ---- | ---- |
| 677  | 729  | 777  | 755  | 745  | 747  | 839  | 817  | 879  |

| 1901 | 1906 | 1911 | 1921 | 1926 | 1931 | 1936 | 1946 | 1954 |
| ---- | ---- | ---- | ---- | ---- | ---- | ---- | ---- | ---- |
| 861  | 876  | 803  | 668  | 613  | 669  | 645  | 537  | 529  |

| 1962 | 1968 | 1975 | 1982 | 1990 | 1999 | 2006 | 2011 | 2016 |
| ---- | ---- | ---- | ---- | ---- | ---- | ---- | ---- | ---- |
| 588  | 574  | 582  | 578  | 536  | 557  | 582  | 575  | 533  |

| 2021 | 2022 | - | - | - | - | - | - | - |
| ---- | ---- | - | - | - | - | - | - | - |
| 530  | 536  | - | - | - | - | - | - | - |

## Lieux et monuments
Civils
- Château du XVIIe siècle, restauré au XIXe siècle.

Religieux

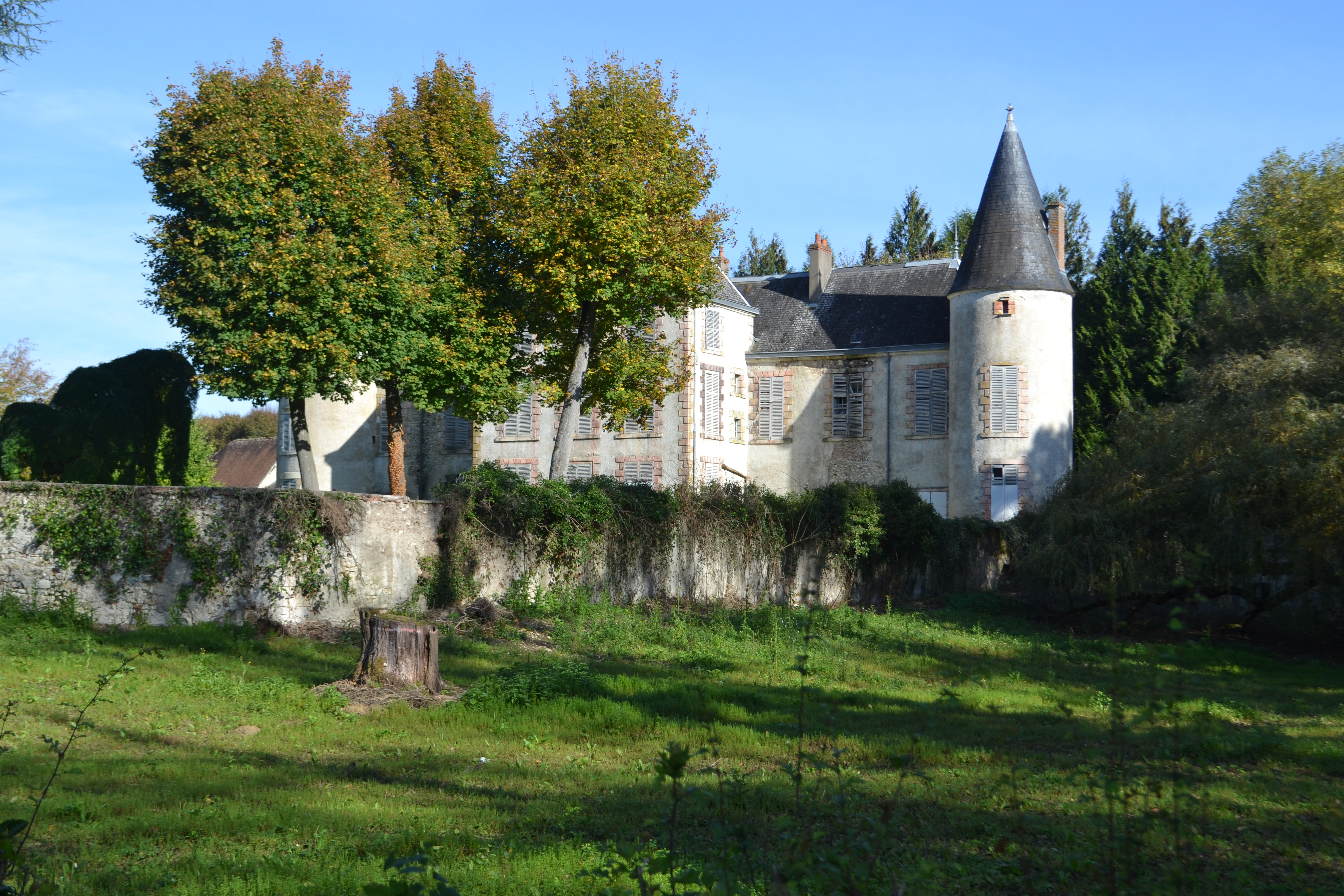
Le château de Myennes.

- Abbaye Notre-Dame-des-Roches, abbaye cistercienne du diocèse d'Auxerre.
- Église du XIIe siècle (plan rectangulaire, abside en cul-de-four, nef plafonnée, clocher et porche du XIXe siècle)[22].
- Chapelle du XVIe siècle, pierres tumulaires du XVIIe siècle.

## Personnalités liées à la commune
- René de Vieilbourg[23], chevalier, marquis de Myennes, lieutenant général au gouvernement de Nivernois et Donziois (XVIIe siècle) ; en 1669, alors qu'il se prépare pour la chasse, René de Vieilbourg est accidentellement tué par un de ses valets dans sa chambre du château de Myennes[24].
- Arsène-Célestin Fié (1869-1968), député sous la Troisième République.
- Roger Sy (1933-2019), accordéoniste, a habité la commune dans les dernières années de sa vie[25].